# Jean-Sébastien Bonvoisin
Pour les articles homonymes, voir Bonvoisin.
Jean-Sébastien Bonvoisin (né le 2 décembre 1985 à Berck) est un judoka français en activité évoluant dans la catégorie des + 100 kg.
Après avoir été auparavant licencié au Levallois Sporting Club (LSC), Il fait désormais partie du club de Sainte-Geneviève Sports (SGS).

## Biographie
En junior, il accède au podium du Championnat de France et par la même occasion intègre le Pôle France à Bretigny (PFB) (91) et l'équipe de France (INSEP). Il s'illustre dans les Tournois Internationaux dans la catégorie des plus de 100 kg, aussi appelé catégorie des lourds, où évolue également Teddy Riner et Matthieu Bataille. 
En 2007, il est le dernier français à avoir battu Teddy Riner
En 2010, il est sanctionné de neuf mois de suspension par l'Agence française de lutte contre le dopage (AFLD) pour manquement par trois fois, à ses obligations de localisation dans le cadre du programme de contrôle antidopage. Cela le prive des Championnats du monde de Paris.
Il fait son retour sur les tatamis à l'occasion des championnats de France de Liévin. Il remporte la seconde place, battu en finale par Teddy Riner sur un yuko.

## Palmarès[4],[5]

### Championnats d'Europe
- Médaille de Bronze lors des Championnats d'Europe Seniors à Budapest (Hongrie) 2013.
- Médaille d'Argent lors des Championnats d'Europe par équipes à Minsk (Bielorussie) 2007.
- Médaille de Bronze lors des Championnats d'Europe des -23 ans à Moscou (Russie) 2006.

### Championnats De France
- Médaille de Bronze lors des Championnats de France 2017.
- Médaille de Bronze lors des Championnats de France 2016.
- Médaille de Bronze lors des Championnats de France 2013.
- Médaille de Bronze lors des Championnats de France 2012.
- Médaille d'Argent lors des Championnats de France 2011.
- Médaille d'Argent lors des Championnats de France 2010.
- Médaille d'Or lors des Championnats de France 2010.
- Médaille de Bronze lors des Championnats de France 2006.

### Divers
- Grand Chelem :
  -  Médaille de Bronze lors du Grand Chelem de Tokyo (Japon) 2010.
- Grand Prix :
  -  Médaille d'Argent lors du Grand Prix de Rijeka (Croatie) 2013.
- World Cup :
  -  Médaille de Bronze lors de la World Cup 2012 à Madrid (Espagne).
  -  Médaille de Bronze lors de la World Cup 2011 à Séoul (Corée du Sud).
  -  Médaille de Bronze lors de la World Cup 2007 à Varsovie (Pologne).
- Jeux Méditerranéens :
  -  Médaille d'Argent lors des Jeux Méditerranéens 2013 à Mersin (Turquie).

- Jeux de la Francophonie :
  -  Médaille d'Or lors des Jeux de la Francophonie 2005 à Niamey (Niger).

- Médailles par Équipes :
  -  Médaille de Bronze lors des Championnats de France par équipes en 2018 à Bourges.
  -  Médaille d'Or lors des Championnats de France par équipes en 2017 à Marseille.
  -  Médaille de Bronze lors des Championnats de France par équipes en 2016 à Toulouse.
  -  Médaille d'Argent lors des Championnats de France par équipes en 2014 à La Roche-sur-Yon.
  -  Médaille d'Argent lors des Championnats de France par équipes en 2013 à Villebon-sur-Yvette.
  -  Médaille d'Argent lors des Championnats de France par équipes en 2011 à Liévin.
  -  Médaille d'Or lors des Championnats de France par équipes en 2008 à Paris.
  -  Médaille d'Or lors des Championnats de France par équipes en 2007 à Laval.
- Coupe d'Europe des Clubs :
  -  Médaille de Bronze lors de l'European Clubs Championships 2016 à Belgrade (Serbie).
  -  Médaille de Bronze lors de la Coupe d'Europe des Clubs 2012 à Istanbul (Turquie).
  -  Médaille de Bronze lors de la Coupe d'Europe des Clubs 2008 à Tallin (Estonie).